# Liste der Monuments historiques in Matha
Die Liste der Monuments historiques in Matha führt die Monuments historiques in der französischen Gemeinde Matha auf.

## Liste der Bauwerke
| Bezeichnung           | Beschreibung                       | Standort                    | Kennzeichnung | Schutzstatus   | Datum     | Bild           |
| --------------------- | ---------------------------------- | --------------------------- | ------------- | -------------- | --------- | -------------- |
| Château de Matha      | Festes Haus, 16. Jahrhundert       | (Lage)                      | PA00104795    | Inscrit Classé | 1948 1952 | weitere Bilder |
| Kirche St-Hérie       | 12. und 14. Jahrhundert            | (Lage)                      | PA00104796    | Classé         | 1912      | weitere Bilder |
| Kirche St-Pierre      | 12. Jahrhundert                    | Marestay (Lage)             | PA00104797    | Classé         | 1912      | weitere Bilder |
| Pigeonnier de Geffrou | Taubenturm aus dem 17. Jahrhundert | 8, impasse du Moulin (Lage) | PA00104798    | Inscrit        | 1949      |                |

## Liste der Objekte
| Bezeichnung | Beschreibung                                                          | Standort                      | Kennzeichnung | Schutzstatus | Datum | Bild |
| ----------- | --------------------------------------------------------------------- | ----------------------------- | ------------- | ------------ | ----- | ---- |
| Harmonium   | Hersteller Maison Dumont-Lelièvre, zweite Hälfte des 19. Jahrhunderts | in der Kirche St-Hérie (Lage) | PM17000867    | Classé       | 2003  |      |